# Amphisbaena medemi
Espèce
Amphisbaena medemi est une espèce d'amphisbènes de la famille des Amphisbaenidae.

## Répartition
Cette espèce est endémique du département d'Atlántico en Colombie. 

## Étymologie
Cette espèce est nommée en l'honneur de Federico Medem.

## Publication originale
- Gans & Mathers, 1977 : Amphisbaena medemi, an intersting new species from Colombia (Amphisbaenia, Reptilia) with a key to the Amphisbaenians of the Americas. Fieldiana: Zoology, vol. 72, n. , p. 21-46 (texte intégral).